# Macedonia, Ohio
Macedonia este un oraș din Comitatul Summit, Ohio, Statele Unite ale Americii. Populația sa a fost de 11.188 de locuitori la Recensământul Statelor Unite ale Americii din 2010. Macedonia face parte din zona metropolitană Akron.